# Xả súng tại nhà thờ Hồi giáo Thành phố Québec
Một cuộc xả súng hàng loạt xảy ra vào tối ngày 29 tháng 1 năm 2017, tại Centre Culturel Islamique de Québec (CCIQ; "Trung tâm Văn hóa Hồi giáo của Quebec"), một nhà thờ Hồi giáo ở Sainte-Foy, một vùng ngoại ô của thành phố Quebec, Quebec, Canada. Sáu người thiệt mạng và tám người bị thương, sau khi hai tay súng nổ súng chỉ sau khi kết thúc lời cầu nguyện buổi tối lúc 20:00,. 53 người được tường thuật có mặt tại thời điểm vụ xả súng. Hai nghi phạm đã bị bắt giữ. Chính quyền Quebec và Canada cho vụ bắn giết này là một cuộc tấn công khủng bố

## Bối cảnh
Đã có một cuộc tranh luận lâu đời ở Quebec, làm thế nào để hòa hợp người dân Hồi giáo ngày càng gia tăng vào xã hội phần lớn thế tục của nó, và một sự gia tăng các sự cố bài Hồi giáo trong vài năm trước đó.
Trung tâm văn hóa Hồi giáo của Quebec, còn được gọi là Grande Mosquée de Québec, nằm trong vùng Sainte-Foy của thành phố ở phía tây, và là một trong vài nhà thờ Hồi giáo trong thành phố. Nó nằm gần Đại học Laval, nơi có nhiều sinh viên quốc tế đến từ các nước châu Phi nói tiếng Pháp, mà người Hồi giáo chiếm đa số. Vào tháng 6 năm 2016, trong thời gian Ramadan, nó là mục tiêu của một tội ác căm thù khi cái đầu của một con lợn bị bỏ lại bên ngoài nhà thờ Hồi giáo. Sự kiện trên khiến các nhà thờ Hồi giáo để cài đặt camera an ninh CCTV.
Quebec City có tỷ lệ tội phạm thấp; trong năm 2015, chỉ có hai vụ giết người trong thành phố.

## Vụ nổ súng
Theo các nhân chứng tại hiện trường, tay súng lẽn vào nhà thờ Hồi giáo ngay sau khi buổi cầu nguyện bắt đầu lúc 19:30, đội hoặc là một mũ bịt kín hay đeo mặt nạ trượt tuyết. Vào khoảng 7:55 EST, khi cảnh sát bắt đàu được gọi, anh ta đã bắn vào các tín đồ còn sót lại trong nhà thờ Hồi giáo sau khi cầu nguyện. Một nhân chứng nói kẻ tấn công đi vào nhà thờ Hồi giáo sau buổi cầu nguyện và bắt đầu bắn bất cứ cái gì di chuyển. Theo nhân chứng này, xả thủ bỏ đi sau khi bắn hết đạn.